# Побег из тюрьмы Даннемора
«Побег из тюрьмы Даннемо́ра» (англ. Escape at Dannemora) — американский телевизионный мини-сериал, премьера которого состоялась 18 ноября 2018 года на телеканале Showtime. Он состоит из семи эпизодов и основан на истории побега двух заключённых из тюрьмы особо строгого режима, произошедшего в 2015 году.
Сценаристами сериала стали Бретт Джонсон и Майкл Толкин, а в роли режиссёра выступил Бен Стиллер. В главных ролях снялись Бенисио дель Торо, Патриция Аркетт, Пол Дано, Бонни Хант, Эрик Ланж и Дэвид Морс.

## Сюжет
Сериал основан на реальной истории побега двух осужденных, приговоренных за убийства к пожизненному заключению, из тюрьмы округа Клинтон, расположенной в северной части штата Нью-Йорк. С организацией побега преступникам помогала замужняя женщина-надзиратель, с которой оба состояли в сексуальных отношениях. После побега власти начали массовую полицейскую облаву.

## В ролях

### В главных ролях
- Бенисио дель Торо — Ричард Мэтт, осуждённый убийца.
- Пол Дано — Дэвид Суэт, осуждённый убийца.
- Патриция Аркетт — Джойс «Тилли» Митчелл, замужняя сотрудница тюрьмы, которая помогает Мэтту и Суэту при побеге.
- Бонни Хант — Кэтрин Лихи Скотт, генеральный инспектор штата Нью-Йорк, возглавляющая официальное расследование побега Мэтта и Суэта.
- Эрик Ланж — Лайл Митчелл, муж Тилли и ремонтный рабочий в тюрьме.
- Дэвид Морс — Джин Палмер, тюремный надзиратель.

### Во второстепенных ролях
- Джереми Бобб — Деннис Ламберт, сотрудник тюрьмы и друг Лайла.

### Приглашённые актёры
- Майкл Империоли — Эндрю Куомо, губернатор штата Нью-Йорк
- Чарли Хофхаймер — Кенни, первый муж Джойс Митчелл

## Эпизоды
| № | Название  | Режиссёр    | Автор сценария                            | Дата премьеры    | Зрители U.S. (млн) |
| - | --------- | ----------- | ----------------------------------------- | ---------------- | ------------------ |
| 1 | «Часть 1» | Бен Стиллер | Бретт Джонсон и Майкл Толкин              | ноябрь 18, 2018  | 0,397              |
| 2 | «Часть 2» | Бен Стиллер | Бретт Джонсон и Майкл Толкин              | ноябрь 25, 2018  | 0,487              |
| 3 | «Часть 3» | Бен Стиллер | Джерри Стал                               | декабрь 2, 2018  | 0,559              |
| 4 | «Часть 4» | Бен Стиллер | Бретт Джонсон и Майкл Толкин              | декабрь 9, 2018  | 0,541              |
| 5 | «Часть 5» | Бен Стиллер | Бретт Джонсон и Майкл Толкин              | декабрь 16, 2018 | 0,664              |
| 6 | «Часть 6» | Бен Стиллер | Бретт Джонсон, Майкл Толкин и Джерри Стал | декабрь 23, 2018 | 0,586              |
| 7 | «Часть 7» | Бен Стиллер | Бретт Джонсон и Майкл Толкин              | декабрь 30, 2018 | 0,719              |

## Награды и номинации
| Список наград и номинаций | Список наград и номинаций         | Список наград и номинаций                                         | Список наград и номинаций                              | Список наград и номинаций |
| Год                       | Премия                            | Категория                                                         | Номинант(ы)                                            | Результат                 |
| ------------------------- | --------------------------------- | ----------------------------------------------------------------- | ------------------------------------------------------ | ------------------------- |
| 2019                      | Выбор телевизионных критиков      | Лучший фильм или мини-сериал                                      | Побег из тюрьмы Даннемора                              | Номинация                 |
| 2019                      | Выбор телевизионных критиков      | Лучшая мужская роль в фильме или мини-сериале                     | Пол Дано                                               | Номинация                 |
| 2019                      | Выбор телевизионных критиков      | Лучшая мужская роль в фильме или мини-сериале                     | Бенисио дель Торо                                      | Номинация                 |
| 2019                      | Выбор телевизионных критиков      | Лучшая женская роль в фильме или мини-сериале                     | Патрисия Аркетт                                        | Победа                    |
| 2019                      | Выбор телевизионных критиков      | Лучшая мужская роль второго плана в фильме или мини-сериале       | Эрик Ланж                                              | Номинация                 |
| 2019                      | Золотой глобус                    | Лучший телефильм или мини-сериал                                  | Побег из тюрьмы Даннемора                              | Номинация                 |
| 2019                      | Золотой глобус                    | Лучшая женская роль в телефильме или мини-сериале                 | Патрисия Аркетт                                        | Победа                    |
| 2019                      | Премия Гильдии киноактёров США    | Лучшая женская роль в телефильме или мини-сериале                 | Патрисия Аркетт                                        | Победа                    |
| 2019                      | Премия Гильдии режиссёров Америки | Лучший режиссёр мини-сериала или телефильма                       | Бен Стиллер                                            | Победа                    |
| 2019                      | Прайм-таймовая премия «Эмми»      | Лучший мини-сериал                                                | Побег из тюрьмы Даннемора                              | Номинация                 |
| 2019                      | Прайм-таймовая премия «Эмми»      | Лучшая мужская роль в мини-сериале или фильме                     | Бенисио дель Торо                                      | Номинация                 |
| 2019                      | Прайм-таймовая премия «Эмми»      | Лучшая женская роль в мини-сериале или фильме                     | Патрисия Аркетт                                        | Номинация                 |
| 2019                      | Прайм-таймовая премия «Эмми»      | Лучшая мужская роль второго плана в мини-сериале или фильме       | Пол Дано                                               | Номинация                 |
| 2019                      | Прайм-таймовая премия «Эмми»      | Лучшая режиссура мини-сериала, фильма или драматической программы | Бен Стиллер                                            | Номинация                 |
| 2019                      | Прайм-таймовая премия «Эмми»      | Лучший сценарий мини-сериала, фильма или драматической программы  | Бретт Джонсон, Майкл Толкин и Джерри Шталь («Глава 6») | Номинация                 |
| 2019                      | Прайм-таймовая премия «Эмми»      | Лучший сценарий мини-сериала, фильма или драматической программы  | Бретт Джонсон и Майкл Толкин («Глава 6»)               | Номинация                 |